# Gemaskerde erwtenmossel
De gemaskerde erwtenmossel (Pisidium personatum) is een zoetwater tweekleppigensoort uit de familie van de Sphaeriidae. De wetenschappelijke naam van de soort werd in 1855 voor het eerst geldig gepubliceerd door Augustus Wilhelm Malm. Deze Europees-Siberisch soort komt ook in Nederland voor.

## Biografie
De 2,5 tot 3,5 mm schelp van de gemaskerde erwtenmossel heeft een karakteristieke ronde-regelmatige ovale vorm. Het heeft centraal geplaatste lage, ronde umbo's. Het oppervlak (periostracum) is dof of zijdeachtig met zeer fijne onregelmatige concentrische strepen. De kleur is geelachtig tot grijzig, maar is altijd bedekt met een roodbruine tot donkerbruine laag.
Euglesa:
casertana · 
compressa · 
conventus · 
edlaueri · 
globularis · 
henslowana · 
hinzi · 
lilljeborgi · 
maasseni · 
pulchella · 
subtruncata · 
waldeni

Odhneripisidium:
annandalei · 
moitessierianum · 
stewarti · 
tenuilineatum

Musculium:
lacustre · 
†subtile · 
transversum

Pisidium:
amnicum · 
†clessini · 
hibernicum · 
milium · 
nitidum · 
obtusalis · 
obtusale obtusale · 
obtusale lapponicum · 
personatum · 
pseudosphaerium · 
supinum

Sphaerium:
asiaticum · 
corneum · 
†icenicum · 
nitidum · 
nucleus · 
ovale · 
rivicola · 
†rosmalense · 
solidum · 
†subsolidum